# Vesmírní kovbojové (počítačová hra)
Space Rangers (rusky Космические рейнджеры, Kosmičeskije rejndžery, česky Vesmírní kovbojové) je počítačová hra s otevřeným světem vyvinutá ruskou společností Elemental Games a vydaná společností 1C Company na konci roku 2002. Hra se odehrává ve vesmíru a je směsí několika žánrů – 2D tahové strategie, adventury, arkády a RPG. V roce 2004 bylo stejnou společností vydáno pokračování – Space Rangers 2: Dominators.

## Příběh
Herní příběh je zasazen do roku 3000, kdy se již lidská civilizace dostala prostřednictvím mezihvězdných letů do kontaktu s dalšími čtyřmi civilizacemi – Gaaliany, Fayeany, Pelengy a Maloky. Pětice různorodých ras se dostane do války s invazivními Klissany. Hráč se stane jedním z „rangerů“, jejichž cílem je nepřátele – a především klissanskou mateřskou loď Machpellu – zničit.

## Přijetí
Na Doupě.cz bylo hře uděleno hodnocení 3/10, kritika byla směřována na grafické i hudební zpracování a „nezábavnost“ hry.
Naopak na Eurogamer.net si vysloužila hodnocení 9/10.